# Centrale Weidestreek
De Centrale Weidestreek was een landbouwgebied in de provincie Groningen, dat sinds 1991 deel uitmaakt van het Centraal Weidegebied in Groningen.
De landbouwstatistiek van 1912 rekende hiertoe het stroomgebied van het Reitdiep (de voormalige rivier de Hunze), bestaande uit de voormalige districten Middag en Ubbenga met de voormalige gemeenten Adorp, Aduard, Ezinge, Groningen, Hoogkerk, Noorddijk en Winsum.
In 1991 koos de overheid voor een indeling in 66 landbouwgebieden, gebundeld in 14 groepen. Aan de Centrale Weidestreek werden toen de Centrale Bouwstreek (met de gemeenten Bedum en Ten Boer), het Humsterland (met de voormalige gemeenten Grijpskerk en Oldenhove) en de voormalige gemeente Baflo op het Hogeland toegevoegd.
Het Centraal Weidegebied werd voortaan beschouwd als onderdeel van het Noordelijk Weidegebied.